# Рики Хикман
Рики Хикман (енгл. Ricky Hickman; 1. септембар 1985) бивши је амерички кошаркаш. Играо је на позицијама плејмејкера и бека. Као натурализовани кошаркаш наступао је за репрезентацију Грузије.

## Каријера
Хикман је студирао и играо кошарку на универзитету Северна Каролина у Гринсбороу од 2003. до 2007. Није изабран на НБА драфту 2007. године.
Професионалну каријеру је почео у румунској екипи Отопени. Након тога је наступао за немачке Гисен фортисиксерсе и за финску Намику Лахти. Пажњу на себе скренуо је у сезони 2010/11. када је у дресу Џуниор Казалеа био најкориснији играч друге италијанске лиге. За наредну 2011/12. сезону прешао је у прволигаша Скаволини где је бележио просечно 16 поена у италијанској Серији А.
У јуну 2012. потписао је двогодишњи уговор са Макабијем из Тел Авива. Са израелским клубом освојио је Евролигу у сезони 2013/14. а био је и уврштен у идеални тим сезоне.
Првог дана јула 2014. потписао је двогодишњи уговор са турским Фенербахчеом. У другој сезони са Фенером је освојио првенство и Куп Турске. У сезони 2016/17. био је играч Олимпије из Милана и са њима је освојио Куп и Суперкуп Италије. Након тога је две сезоне био играч Брозе Бамберга и са клубом је освојио Куп Немачке 2019. године. У јануару 2020. потписао је за Трст до краја сезоне.

## Репрезентација
Хикман је 2013. постао натурализовани репрезентативац Грузије. Са њима је наступао на Европском првенству 2013. у Словенији.

## Успеси

### Клупски
- Макаби Тел Авив:
  - Евролига (1): 2013/14.
  - Првенство Израела (1): 2013/14.
  - Куп Израела (2): 2013, 2014.
- Фенербахче:
  - Првенство Турске (1): 2015/16.
  - Куп Турске (1): 2016.
- Олимпија Милано:
  - Куп Италије (1): 2017.
  - Суперкуп Италије (1): 2016.
- Брозе Бамберг:
  - Куп Немачке (1): 2019.

### Појединачни
- Идеални тим Евролиге — друга постава (1): 2013/14.
- Најкориснији играч Купа Италије (1): 2017.